# 21 Orionis
21 Orionis är en gulvit jätte i stjärnbilden Orion.
21 Orionis har visuell magnitud +5,33 och är svagt synlig för blotta ögat vid normal seeing. Den befinner sig på ett avstånd av ungefär 200 ljusår.